# Silvestre Frenk
Silvestre Frenk (Hamburgo, Alemania, 1923-3 de marzo de 2020) fue un médico endocrinólogo de origen alemán que residió en México con su madre, la escritora  Mariana Frenk-Westheim y su hermana menor, Margit Frenk, desde 1930. 

## Biografía
En 1941 se matriculó en la Facultad de Medicina de la Universidad Nacional Autónoma de México de la que se graduó con honores. Realizó su tesis sobre el contenido estrogénico en quistes de ovario por lo cual recibió mención honorífica. Estudió la especialidad en endocrinología en el Jefferson Medical College y en el Hospital Johns Hopkins de Baltimore, Estados Unidos de América. Habiendo regresado a su país de adopción, se estableció como médico endocrinólogo en el Hospital Infantil de México en donde trabajó sobre la adaptación metabólica del niño desnutrido.
Obtuvo una beca de la empresa suiza Squibb para ocupar un lugar en el Research Fellow in Pediatrics de la Universidad de Harvard en Massachusetts, donde realizó estudios avanzados de bioquímica, profundizando en sus estudios sobre la composición corporal de los niños con desnutrición. Más tarde, durante 1967, hizo un año sabático en el Hospital Infantil de Zúrich, Suiza.
Inauguró el Hospital de Pediatría del Centro Médico Nacional del Instituto Mexicano del Seguro Social, donde fue jefe del departamento de endocrinología y nutrición. De 1971 a 1975 fue director del Hospital de Pediatría, para después dirigir la Unidad de Investigación Biomédica del Centro Médico Nacional de México. Fue también director del Instituto Nacional de Pediatría.
Fue presidente de la Academia Nacional de Medicina y de la Academia Mexicana de Pediatría, así como de las Sociedades Mexicanas de Pediatría y de Nutrición y Endocrinología. Su tarea de investigación ha sido documentada en numerosos artículos publicados en revistas especializadas.
Colaboró en la preparación del libro Historia de la Pediatría en México.
En 2008 recibe el premio Miriam Muñoz de Chávez, por ser el fundador de la Nutriología mexicana. El 8 de abril de 2009 fue condecorado con la medalla Doctor Eduardo Liceaga, máxima distinción que otorga el Gobierno Mexicano en materia de salud. En 2010 El Instituto Nacional de migración lo distingue como uno de los 200 Mexicanos que nos heredó el mundo. El 23 de octubre de 2012 recibe de manos del entonces presidente Felipe Calderón el reconocimiento al Mérito Médico.[cita requerida]